# Tapajóskromsnavelmuisspecht
De tapajóskromsnavelmuisspecht (Campylorhamphus probatus) is een zangvogel uit de familie Furnariidae (ovenvogels). Het is een endemische vogelsoort van tropisch bos in Brazilië.

## Taxonomie
De vogel werd in 1934 door de Amerikaanse vogelkundige John Todd Zimmer als ondersoort van de kromsnavelmuisspecht (C. procurvoides) geldig beschreven. Volgens moleculair genetisch onderzoek, gepubliceerd in 2013 kan dit taxon toch als aparte soort worden beschouwd. Een in 2013 als nieuwe soort beschreven kromsnavelmuisspecht  (C. cardosoi) werd door  South American Classification Committee (SACC) als ondersoort beschouwd.

## Kenmerken
De vogel is 22 tot 25 cm lang en lijkt zeer sterk op de kromsnavelmuisspecht.

## Verspreiding en leefgebied
Er zijn twee ondersoorten:
- C. p. probatus: het zuidwestelijk en het zuidelijke deel van het midden van het Amazonebekken
- C. p. cardosoi: in het Amazonebekken, in het gebied van de samenvloeiing van de Tapajós en de Xingu. Dit taxon werd in 2013 beschreven als aparte soort, maar is door de auteurs van de SACC niet als zodanig geaccepteerd.

Het leefgebied bestaat uit vochtig, tropisch loofbos met een dichte ondergroei.